# Spiriverpa bella
Spiriverpa bella är en tvåvingeart som först beskrevs av Krober 1914.  Spiriverpa bella ingår i släktet Spiriverpa och familjen stilettflugor. Inga underarter finns listade i Catalogue of Life.